# 一式三十七粍戦車砲
一式三十七粍戦車砲（1しき37みりせんしゃほう）とは、大日本帝国陸軍が1941年（皇紀2601年）に開発を開始した口径37mmの戦車砲。二式軽戦車の主砲として使用された。また五式中戦車の副砲（車体前面に装備）としても使用される予定だった。海軍では特二式内火艇の主砲として採用されている。

## 概要
一〇〇式三十七粍戦車砲を基礎として更に各部を補強、初速増大を狙って1941年（昭和16年）7月研究着手し、一〇〇式三十七粍戦車砲同様に九七式車載重機関銃と双連としたもの及び三十七粍砲単体のもの各1門を大阪造兵廠に発注、同年11月試製砲が竣工した。直ちに竣工試験を実施、機能及び抗堪性とも良好との判定を得た。翌1942年（昭和17年）2月機能抗堪弾道性試験を実施、戦車（試験ではケニ車を使用）に搭載した状態でも良好な成績を示した。しかし、翌1943年（昭和18年）2月に行った多数弾射撃試験では駐退機の液圧過大、砲身の焼蝕が発生し、設計変更された。同年6月、駐退復座機、砲身腔綫纏度等を改修した新砲を試験した結果、機能抗堪性良好、多数弾射撃試験でも砲身命数が増大し駐退機その他の抗堪性も良好と確認され、九七式車載重機関銃との双連型を制式制定した。
弾薬筒は一式三十七粍砲と共通であり互換性があったが、九四式三十七粍砲およびラ式三十七粍対戦車砲とは互換性が無かった。
照準具は一〇〇式照準眼鏡で、一〇〇式三十七粍戦車砲用と距離目盛以外共通であった。
本砲はケト車や特二式内火艇の主砲として装備された。また、チリ車試作車の車体前面にも、九七式車載重機関銃と双連のまま搭載されている。

## 装甲貫徹能力
1942年5月の資料によれば、本砲と貫通威力が近似すると思われる（弾薬筒が共用であり砲口初速の差が約15m/秒程度）一式三十七粍砲（試作時の名称は試製三十七粍砲）は、試製徹甲弾である弾丸鋼第一種丙製蛋形徹甲弾（一式徹甲弾に相当）を使用した場合、以下の装甲板を貫通するとしている。
- 200mで55mm（第一種防弾鋼板）/32mm（第二種防弾鋼板）
- 500mで46mm（第一種防弾鋼板）/27mm（第二種防弾鋼板）
- 1,000mで34mm（第一種防弾鋼板）/21mm（第二種防弾鋼板）
- 1,500mで26mm（第一種防弾鋼板）/16mm（第二種防弾鋼板）

## 生産
1944年（昭和19年）6月までに80門製造された。同年9月に兵器行政本部が出した昭和19年度整備に関する機密指示には160門の製造が指示されている。

## 派生型
九七式中戦車の九七式五糎七戦車砲、及び八九式中戦車の九〇式五糎七戦車砲の砲身を互換性のある長砲身37mm戦車砲（本砲を基に開発）へと換装することが検討されており、1942年2月、この試製三十七粍戦車砲を九七式中戦車に搭載して射撃試験が行われている。これは九七式中戦車や八九式中戦車の旧式化した短砲身57mm戦車砲を、砲身のみ換装することにより一式三十七粍戦車砲と同等威力の戦車砲へと改修することを企図したものであった。この試製三十七粍戦車砲（初速約804m/s）は、一式三十七粍砲や一式三十七粍戦車砲と弾薬（弾薬筒）は共通であり互換性があった。